# Nhật Lai
Nhật Lai (12 tháng 5 năm 1931 – 5 tháng 1 năm 1987), tên thật Nguyễn Tuân, là một nhạc sĩ Việt Nam, tác giả bài hát Hà Tây quê lụa. Ông được truy tặng Giải thưởng Nhà nước về văn học nghệ thuật.

## Tiểu sử
Nguyễn Tuân sinh tại thôn Trung Lương, xã An Nghiệp, huyện Tuy An, tỉnh Phú Yên . Gia đình bên ngoại của ông tuy nghèo nhưng có những tài năng âm nhạc. Ông ngoại của ông là thầy dạy nhạc trong cung đình Huế, trong khi đó nhiều cậu của Nhật Lai là những tay đàn ca nhạc cổ. Từ khi còn thiếu niên Nguyễn Tuân đã tạo ra những chiếc sáo bằng tre lồ ô .
Năm 16 tuổi Nguyễn Tuân ra Quảng Ngãi học và có điều kiện tiếp xúc với âm nhạc phương Tây với các nhạc cụ hiện đại. Từ đây với nghệ danh Nhật Lai, Nguyễn Tuân bắt đầu bước vào con đường nghệ thuật . Nghệ danh này được giải thích là do trông giống người Nhật Bản, ông bị bạn bè gọi đùa là "lai Nhật", từ đó mà thành bút hiệu Nhật Lai.

## Sự nghiệp
Năm 1948, khi mới 17 tuổi, Nhật Lai đã có sáng tác đầu tay Chiều trên cầu Bồng Sơn. Sau đó, Nhật Lai lên Tây Nguyên tham gia kháng chiến. Miền đất Tây Nguyên như là quê hương thứ hai và là nơi khởi nguồn của tài năng âm nhạc của ông. Nhật Lai có thể nói được thứ tiếng dân tộc của Tây Nguyên như Ê đê, M'Nông, Gia rai, Bana... Ông yêu dân ca, dân vũ Tây Nguyên. Vào cuối những năm bốn mươi thế kỷ 20, ông đã sưu tầm hàng ngàn bài dân ca, điệu múa dân gian. Từ nền tảng ấy, Nhật Lai viết nhiều ca khúc tiếng dân tộc và tự nguyện đi hát phục vụ các buôn làng, động viên đồng bào tham gia kháng chiến. Năm 1954, tập kết ra Bắc, Nhật Lai vẫn tiếp tục sáng tác những ca khúc về Tây Nguyên .
Bên cạnh những ca khúc mang âm hưởng dân gian, Nhật Lai cũng sáng tác hàng loạt ca kịch, ca cảnh, nhạc múa, trong đó có Bên bờ Krôngpa (sáng tác 1968) như một đỉnh cao âm nhạc của ông về lĩnh vực opera .
Sau chuyến biểu diễn tại Liên hoan Giao hưởng quốc tế ở Riga, Latvia, ông ốm nặng và mất sau đó không lâu vào tháng 1 năm 1987 tại Hà Nội .

## Tác phẩm
Sự nghiệp sáng tác của Nhật Lai gồm 18 vở nhạc kịch - ca kịch, 6 tác phẩm khí nhạc, 2 nhạc phim và trên 40 ca khúc . Một số tác phẩm của ông:
Nhạc kịch
- Bên bờ Krôngpa

Nhạc múa
- Rông chiêng
- Đi săn
- Phiên chợ Chămpa
- Tiếng trống Chăm H'roi

Ca kịch, ca cảnh
- Mơnông Ti pri
- Ama Trang Lơng
- Thử lửa

Khí nhạc
- Vũ khúc Tây Nguyên
- Giao hưởng đất lửa

Ca khúc
- Hà Tây quê lụa
- Cánh chim lạc đàn
- Bài ca anh Hồ Giáo
- Mặt trời Êđê
- Thương anh cán bộ

### Hà Tây quê lụa
Tuy có nhiều tác phẩm về khí nhạc, cũng như có nhiều tác phẩm về Tây Nguyên, nhưng Nhật Lai lại được nhiều người biết đến là tác giả bài hát Hà Tây quê lụa. Tác phẩm này được sáng tác năm 1965 . Đó là thời điểm máy bay Mỹ đánh phá miền Bắc. Từ thực tế những cánh đồng lúa bị bom đạn cày phá, cộng thêm trải nghiệm, Nhật Lai đã sáng tác ra ca khúc này. Giai điệu của bài hát mềm mại, êm ái. Đó cũng là năm thành lập tỉnh Hà Tây.
Ca khúc này được đặt làm nhạc hiệu của Đài Phát thanh và Truyền hình Hà Tây và được coi là "tỉnh ca" không chính thức.
Bài hát được nghệ sĩ Quốc Hương trình bày thành công đầu tiên. Sau này những nghệ sĩ khác cũng thể hiện như Quang Lý, Trọng Tấn.

## Gia đình
Ông là anh trai của nhà thơ Nguyễn Mỹ .
Người vợ đầu của ông là một diễn viên múa người Khơme, Châu Ngọc Lệ. Sau khi bà mất, ông đã viết một chương, Nước mắt viên ngọc, trong tác phẩm giao hưởng Đất lửa dành cho bà. Người vợ thứ hai của ông là một ca sĩ người Vân Kiều, Hồ Thị Kha Y .

## Vinh danh và tưởng nhớ
Ông được truy tặng Giải thưởng Nhà nước về văn học nghệ thuật năm 2002 . Năm 2012, tại huyện Tuy An quê hương ông đã diễn ra đêm thơ nhạc Nguyễn Mỹ - Nhật Lai, giới thiệu những tác phẩm nổi tiếng của hai ông .